# Diego Medina
Diego Medina (Porto Alegre, 29 de julho de 1974) é um compositor, cantor, multi-instrumentista, ator, dublador e artista gráfico brasileiro.

## Artes visuais e dramáticas
Medina demonstrou interesse pelas artes visuais desde a infância, tendo no desenho suas primeiras experiências. Em 1999 iniciou sua carreira profissional como ilustrador, produzindo trabalhos para diversos veículos da mídia de grande circulação, como a Folha de S.Paulo, a Revista Vip e a Revista Superinteressante, bem como para publicações editadas no Brasil, Espanha, Argentina, Inglaterra, Estados Unidos, Austrália e Japão. Já realizou exposições com seu trabalho gráfico, caracterizado pela força do grafismo, pelas cores vibrantes e pelo caráter psicodélico, delirante e escatológico.

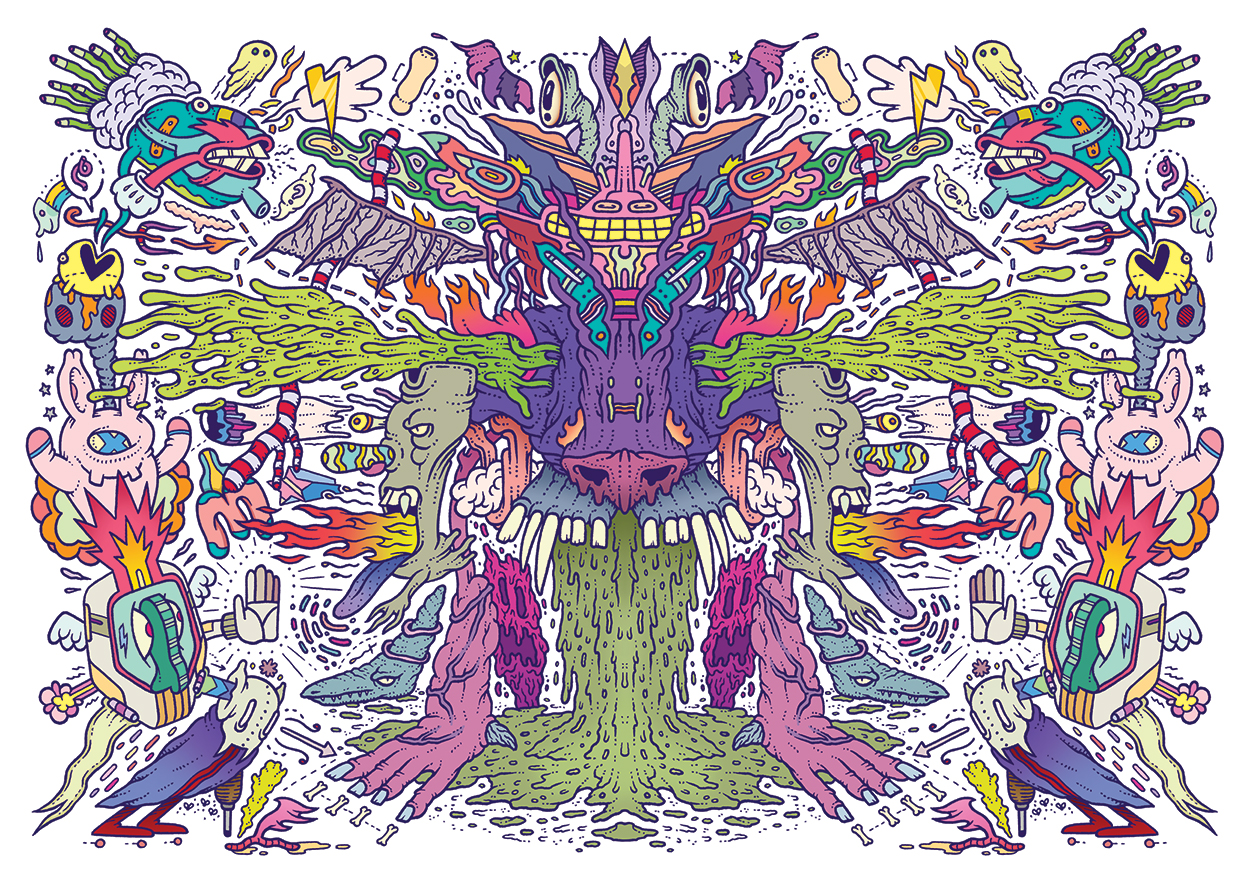
Uma de suas obras em papel em nanquim e recursos digitais, 30 x 21 cm, 2016.

O artista declarou que aprecia o excesso, sente a necessidade de preencher todos os espaços em branco, desenha "muita craca, que para mim é uma coisa suja, irregular, gosmenta", e Leo Felipe, curador de uma individual no Museu do Trabalho em Porto Alegre, assim descreveu sua produção: "São ilustrações que começam numa explosão e parecem nunca mais ter fim, assim como o universo. [...] Suas visões são as de um Hieronymus Bosch pós-moderno que furunga o nariz e ouve Mr. Bungle enquanto pinta o apocalipse num tríptico de figurinha de chiclete. A perversão de seu imaginário nos anuncia que Diego é profeta de um deus sacana".
Como ator seu trabalho mais conhecido foi uma série de comerciais para a cerveja Polar, onde fazia dupla com Ricardo Kudla, um dos fundadores do bar Garagem Hermética. O contrato durou 13 anos e produziu em média três peças publicitárias por ano, que receberam larga divulgação em todo o território gaúcho. Como dublador destaca-se a sua participação na série de animação X-Coração, criada por Guto Bozzetti e Lisandro Santos, com roteiros de Carlos Gerbase, Iuli Gerbase e Lisandro Santos, e produção da Cartunaria Desenhos, mostrando as peripécias de três amigos que se juntam para tocar rock e sonham em fazer sucesso. Com 26 episódios de 11 minutos, a série estreou em 2014 no canal a cabo Disney XD e em 2015 foi incluída na programação da TV aberta TV Brasil, sendo veiculada em toda a América Latina.

## Música

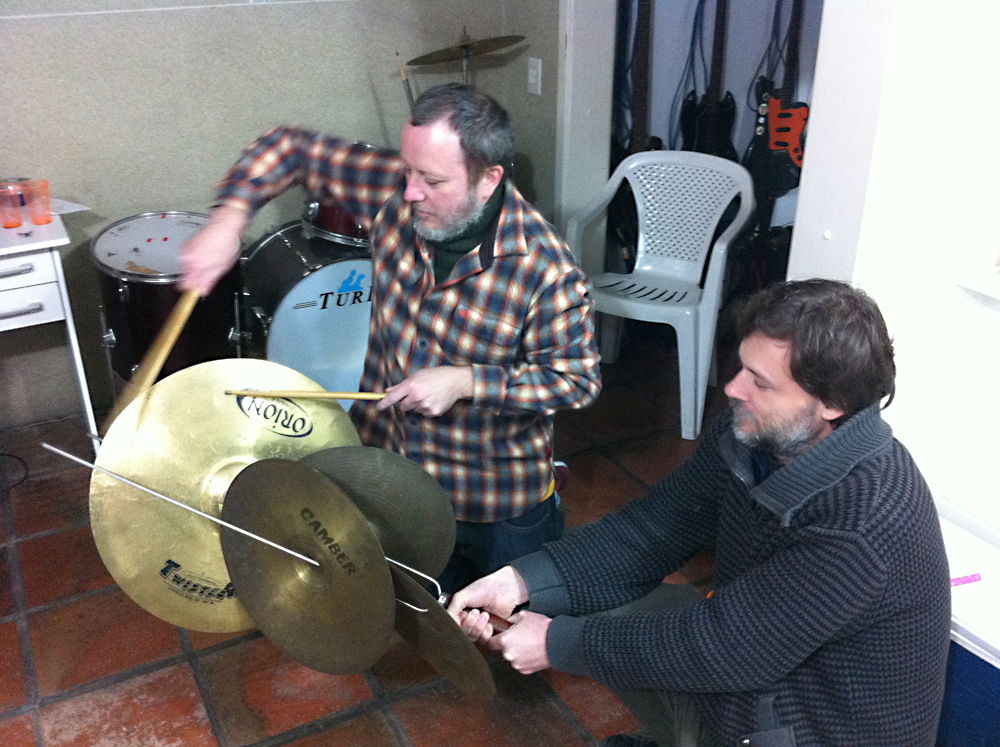
Diego Medina e Thomas Dreher gravando na casa do artista.

Na música seu envolvimento também foi precoce, tendo aulas de violâo com Júlio Reny, e depois explorando outros instrumentos como o baixo, o teclado e a guitarra. Em 1994 fundou a banda Doiseu Mimdoisema, que encerrou suas atividades em 1996. No mesmo ano fundou com Michel Vontobel o Grupo Musical Jerusalém, que foi o embrião da Video Hits (1998-2002). A Doiseu tinha uma proposta bem-humorada e irreverente baseada no rock, e explorava recursos eletrônicos e procedimentos alternativos como a casualidade, o nonsense e o improviso, enquanto o Jerusalém e a Video Hits tinham um perfil mais tradicional. Sua produção se inseriu em uma fase de intensa movimentação na cena roqueira independente e alternativa do Rio Grande do Sul, chamou a atenção pela sua originalidade e veio mais tarde a ser considerada um ícone cult. O músico foi elogiado por Marcelo Firpo na revista Manguenius como "um dos heróis do underground gaúcho", Ricardo Alexandre o chamou de "genial", e seu trabalho influenciou outros grupos.
Em 1994 Medina gravou uma fita demo intitulada Nunca Mais Vai Passar o Que Eu Quero Ver, cuja faixa "Epilético" se tornou um sucesso instantâneo nas rádios locais. A demo da Doiseu era essencialmente um trabalho solo "de estúdio", que na verdade foi o próprio quarto do músico, mas um grupo de formação variável era convidado para apresentações ao vivo. A repercussão valeu um convite para gravar pelo prestigiado selo Banguela Records, mas a gravadora em seguida fechou suas portas e o disco nunca aconteceu. Em 2006 Alexandre Matias incluiu a demo na sua lista de 25 álbuns fundamentais do indie brasileiro, e disse que ela "está para o rock gaúcho atual como Angel Dust, do Faith No More, está para o novo metal".

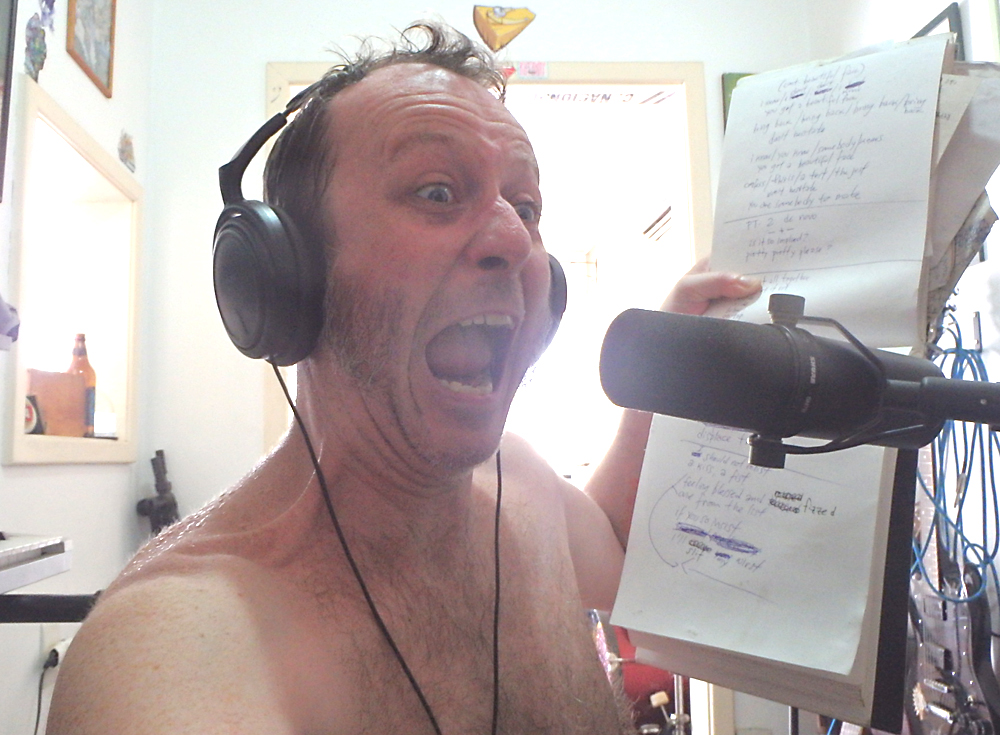
O artista fazendo uma gravação.

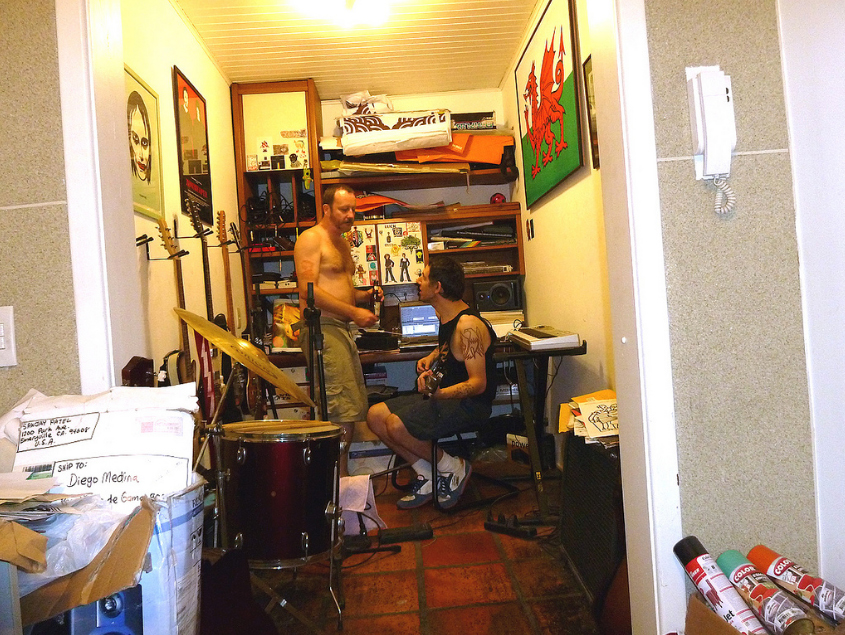
Diego Medina e Michel Vontobel gravando um novo trabalho em 2011.

Com a Video Hits Medina ganhou mais visibilidade. O trabalho Doces, Refrescos e Tratamentos Dentários, gravado de forma independente em 1999 no Estúdio Dreher, foi lançado em 2000 e admirado por Marcelo Camelo, da Los Hermanos, que o mostrou para a direção artística da Gravadora Abril, resultando num contrato de gravação e no álbum Registro Sonoro Oficial. Contudo, segundo Medina, o resultado deixou muito a desejar porque a gravadora interferiu demais na produção e amenizou as irregularidades e idiossincrasias da música para torná-la mais popular. O CD recebeu críticas mistas mas diversos elogios entusiasmados, além de ser incluído em algumas listas de melhores. Mairon Machado, escrevendo para a Consultoria do Rock, o considerou "um baita achado no rock nacional" e lamentou que a banda não tivesse produzido outros. Na mesma matéria Diego Camargo disse: "Banda e disco ímpar no cenário musical brasileiro, uma mistura absurdamente inusitada de Faith No More e Jovem Guarda, com ótimos convidados (Gerson King Combo e o mestre Ronnie Von) e musicalidade latente. [...] Esse disco deveria ter sido um clássico e no final das contas acabou se tornando apenas um cult para ‘descolados’, hoje em dia até em lista de melhores aparece. Eu ouço regularmente e acabei fazendo com que virasse um dos preferidos até da minha mulher. Discaço!". Silvio Essinger fez uma crítica em geral positiva:
"As tais referências sessentistas que as bandas de rock brasileiras volta e meia invocam (Beatles, Jovem Guarda etc.) muitas vezes acabam sendo mesmo é desculpa para o sonzinho sem vergonha ou inspiração que nos empurram com seus discos. Este não é, felizmente, o caso dos gaúchos do Video Hits em seu disco de estréia, Registro Sonoro Oficial. Diego Medina e sua turma souberam filtrar o que havia de menos datado (e mais procedente) no rock daquela década e adaptá-lo ao power pop de baterias e guitarras nervosas dos 90 (Weezer, Foo Fighters e cia). Cantor dos mais talentosos (coisa não muito comum no Rock Brasil de vários momentos), Diego é também um compositor que vai além dos clichês do gênero - ele mostra ter realmente ouvido bastante coisa, com canções radiofônicas, mas melodicamente depuradas. E os arranjos, se não são inovadores, ao menos revelam um bom conhecimento de causa. [...] O Video Hits está, de repente, aliviando a banalidade do pop-rock brasileiro desse começo de século. O que já é bastante coisa".
A frustração com as gravadoras abreviou a vida da banda, mas ela ainda deixou a fita demo Feito em Casa com Muito Orgulho, e sua música "Perdido e Meio" foi trilha sonora do filme Houve uma Vez Dois Verões, de Jorge Furtado. Depois Medina desenvolveu outros projetos, como Senador Medinha, Os Desgraçados do Ritmo, Jesus Buceta, Projeto Daytona e The Medina Brothers Orkestra, em geral efêmeros, e colaborou em shows e eventos de diversos outros artistas.

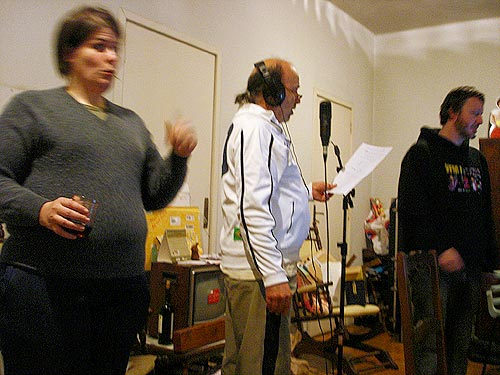
Da direita para a esquerda, Diego Medina, seu pai e Desirée Marantes na gravação da Zombieoper.

Desses projetos, Os Massa foi duradouro, um grande coletivo de formação flutuante que registrava suas chalaças caseiras sempre que possível. De suas chalaças, selecionaram algumas faixas e criaram duas fitas demo, Demo Pop 1 e 2. Nas palavras de Medina, as Demos Pop "foi um momento que quis fazer uma coisa arrumada, bonitinha, e não deu certo. No final das mixagens, eu já estava estressado. Ninguém d'Os Massa é músico, sabe tocar bem e muito menos um virtuose. Eles chegaram para mim e disseram que eu estava viajando já que a proposta desde o início era se divertir. Os Massa nunca foi projeto para ser pop e nunca será. Quando caiu a ficha, parei de me encucar com isso". Um trabalho paralelo a Os Massa foi uma ópera rock com temática zumbi, Zombieoper, criada em 2007 por Medina e Desirée Marantes, com 24 faixas e 80 minutos de duração, contando com a participação de Gruff Rhys, Gabriel Bubu, Roberto Panarotto, Thomas Dreher e outros.
Entre 2005 e 2006 gravou outro disco, que só foi lançado em 2015 pelo selo do artista, o Suma! Discos, intitulado Ansiedade Song. O disco foi elogiado por Marcelo Costa na revista Scream & Yell como "brilhante", reunindo "14 músicas que se situam entre o pop e o esquizofrênico, territórios que Diego Medina transita com propriedade. [...] Um álbum que esbanja frescor, surrealidade, diversão e insanidade, adjetivos que andam fazendo muito falta no cenário musical brasileiro", e foi incluído em listas de melhores da MTV e do Rock in Press.